# Őrszigethy Erzsébet
Őrszigethy Erzsébet (1946. február 28. – 2019. augusztus 29.) magyar újságíró, szociográfus, falukutató.

## Élete
1946-ban született, középiskolái után a szombathelyi Felsőfokú Tanítóképző Főiskola népművelés-könyvtár szakát végezte el, majd a Magyar Újságírók Országos Szövetségének Újságíró Akadémiáját is kijárta. Évekig dolgozott népművelőként, majd újságíróként, de igazán szociográfusként vált ismertté és elismertté. Tanulmányai készítése során mindig arra törekedett, hogy azok ne csak a szűk szakmai közönségnek szóljanak, hanem a társadalom és a mindennapi élet problémái iránt érdeklődő civil olvasók is olvashassák.
1976-tól jelentek meg írásai olyan közéleti folyóiratokban, mint a Mozgó Világ, később a Valóság, a Beszélő, a Forrás és a Kapu; rövidebb cikkei olvashatók voltak a Nők Lapjában és a Népszabadságban is, valamint több tanulmánykötetben is megjelentek írásai. Jelentősebb terepi kutatómunkát végzett Hévízgyörkön, Besenyőtelken, Dormándon és Környén. Hévízgyörki kutatásairól tanúskodik (a korabeli gender-kutatásnak is tekinthető) Asszonyok férfisorban című könyve, amely a Szépirodalmi Könyvkiadó Magyarország felfedezése című sorozatában jelent meg 1986-ban); Heves megyei kutatásai szülték a Besenyőtelki életutak – A századforduló szülöttei (Néprajzi Múzeum, Néprajzi közlemények XXXII., Múzsák közművelődési Kiadó, 1990.) és a Birsalmasajt – Két szomszéd falu az Alföld peremén (Magyarország felfedezése, Sík Kiadó, Bp., 1995.), környei megállapításait pedig harmadik önálló kötetében foglalta össze (A nép keveredik, a falu kerekedik – Találkozások Környén. Új Mandátum Könyvkiadó, Jelenkutató Alapítvány. Bp., 2006.).
Az 1970-es évektől szinte folyamatosan szabadúszó értelmiségiként élt, újságírói tevékenysége mellett több intézmény kutatója, néhány esetben kutatásvezetője volt, és előadóként tanított a Pécsi Tudományegyetemen is óraadóként. 1997-ben a Magyarország Felfedezése Alapítvány kuratóriumának tagjává választották, majd 2014–2018 között elnöke is volt a grémiumnak. Gyors lefolyású betegség végzett vele; 2019. augusztus 29-én hunyt el, temetése 2019. szeptember 17-én, 14 órakor volt Újpesten, a Megyeri temetőben.
Életéről és munkásságáról így vallott Asszonyok férfisorban című munkájában:
```
"Soha nem készültem falukutatónak, mégis falujáró lettem. Határozott terv és cél nélkül utazgattam az országban és a határon kívül is. Művészettörténeti, néprajzi könyvek, történelmi tanulmányok és barátaim segítettek eligazodni. Ezerszámra gyűltek fényképfelvételeim ormánsági és kalotaszegi, szatmári és őrségi, borsodi és göcseji, Balaton melléki és széki, beregi és mezőségi, palóc és székely nevezetes műemlék-templomokról, archaikus parasztházakról, viseletes lányokról, asszonyokról. Eközben akarva-akaratlanul, de észre kellett vennem, hogy ahol sértetlen és pompás az öregtemplom festett fakazettás mennyezete, szegény a harangozó. Ahol szép az emberi hajlék, nyomorúságos az emberi élet. Tudom, hogy fejlődésre orientált világunkban ez nem újszerű fölfedezés; aki egy fél életen át szabadkéményes pitvarban vacsorál, ha módja van rá, legalább élete másik felében takaréktűzhelyt szeretne."
```

## Magánélete
Férje Földiák András volt, házasságukból két fiuk született.